# Patnja
Patnja ili šire bol iskustvo je nelagode i odbojnosti povezano s percepcijom prijetnje ili štete kod pojedinca. Patnja je osnovni element koji čini negativni raspon čuvstvenih pojava. Suprotno od patnje je zadovoljstvo ili sreća.
Patnja se često kategorizira kao fizička ili mentalna. Može doći u raznim stupnjevima intenziteta, od blage do nepodnošljive. Čimbenici trajanja i učestalosti pojavljivanja obično se kombiniraju s faktorom intenziteta. Stavovi prema patnji mogu se jako razlikovati, kod pojedinca koji pati ili kod drugih ljudi, ovisno o tome da li je patnja moguće izbjeći ili je neizbježna, korisna ili beskorisna, zaslužena ili nezaslužena.
Patnja se pojavljuje u životima živih bića na brojne načine, često dramatično. Kao rezultat toga, mnoga područja ljudske djelatnosti suočavaju se s nekim oblikom patnje. Ti aspekti mogu uključivati: prirodu patnje, njezin proces, njezino podrijetlo i uzroke, povezana osobna, društvena i kulturna ponašanja, i njezino liječenje.
Patnja i zadovoljstvo su negativni i pozitivni osjećaji, koje psiholozi često identificiraju kao temeljne za naše emocionalne živote. Evolucijska uloga tjelesne i mentalne patnje, kroz prirodnu selekciju, je primordijalna: ona upozorava na prijetnje, motivira suočavanje (borba ili bijeg) i pojačava negativno određena ponašanja (kazna, odbojnost). Unatoč svojoj početnoj razornoj prirodi, patnja pridonosi organizaciji značenja u svijetu i psihi pojedinca. Zauzvrat, značenje određuje kako pojedinci ili društva percipiraju patnju i nose se s njom.